# Blindef
Blindef (ou Blindhef) est un hameau de la commune de Sprimont, en province de Liège (Région wallonne de Belgique). Situé à l'extrémité nord de la région calcaire de la Calestienne il faisait autrefois partie de la commune de Louveigné.

## Étymologie
Appelé successivement Blandovium, Blandouium, Blandovia, Blancdoeuf, Blindeffe, Blindhef ou encore Blindeff, le village tirerait son nom des termes latins blandus signifiant joli, aimable et ovium, terre.

## Description
Blindef est de grande ancienneté. Le village est mentionné dès 882 dans le recueil des chartes de la principauté de Stavelot-Malmédy. Il était situé sur l'ancienne voie de Liège qui reliait cette ville à Spa et à Stavelot. Son noyau originel se compose de constructions en moellons de calcaire et de grès.

## Patrimoine
- La chapelle Saint-Hubert et Sainte-Vierge en pierre calcaire datant de 1762.

- Le château de Blindef avec sa façade de briques et pierres de taille datant de la même époque.
- Une ancienne ferme en moellons de calcaire.
- L'ancienne auberge Saint-Esprit.
- Le ruisseau du Vieux Sart, dès son entrée en zone calcaire de la Calestienne, disparaît près du centre du village dans un chantoir à une altitude de 230 m.

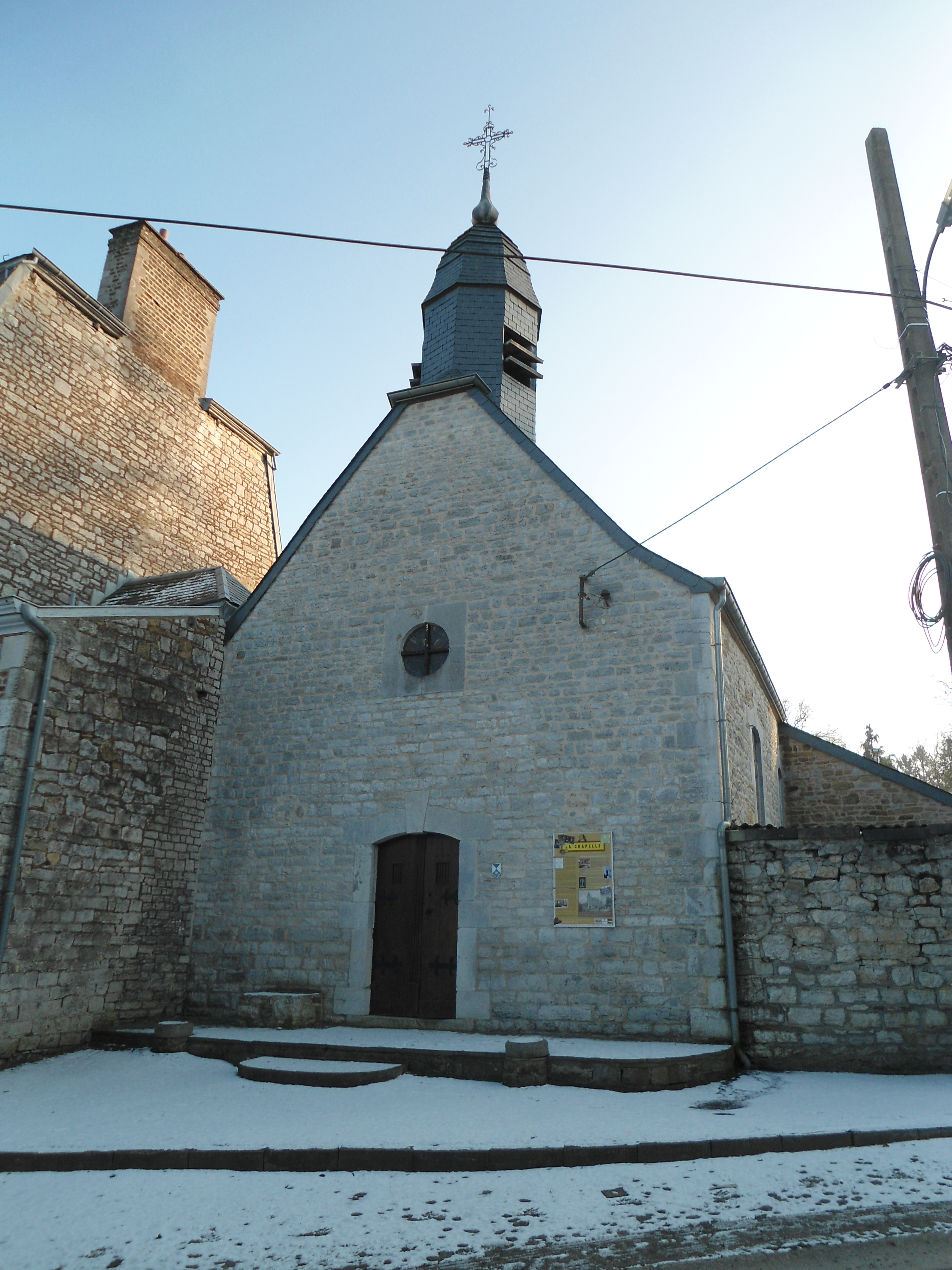
Chapelle Saint-Hubert et Sainte-Vierge (1762).